# دولورس (کلرادو)
دولورس (به انگلیسی: Dolores) شهری در ایالت کلرادو کشور ایالات متحده آمریکا است که جمعیت آن در سرشماری سال ۲۰۱۰ میلادی، ۹۳۶ نفر بوده‌است.